# Касим-хан (Казахское ханство)
Касим-хан (каз. Қасым хан (1445/1455 — 1521, в качестве даты смерти также указываются 1518 и 1523/1524 год) — казахский хан чингизид, правитель Казахского ханства в 1511—1518/21 годах, сын Жанибек-хана. При его правлении, Казахское ханство достигло максимального расцвета и установило контроль над обширными территориями Восточного Дешт-и-Кипчака.

## Биография
Согласно родословной Абу-л-Гази, Касим-хан был сыном одного из основателей Казахского ханства — Жанибек-хана и являлся потомком тринадцатого сына Джучи-хана — Тука-Тимура:
У Чингиз-хана сын Джучи-хан, его сын Тукай-Тимур, его сын Уз-Тимур, его сын Ходжа, его сын Бадакул-углан, его сын Урус-хан, его сын Коирчак-хан, его сын Барак-хан, его сын Абу-Саид по прозванию Джанибек-хан. У этого было девять сыновей  в таком порядке: Иранджи, Махмуд, Касим, за ним следовали Итик, Джаниш, Канабар, Тениш, Усук, Джуак.
Его мать Джаган-бегим приходилась родной сестрой матери Махмуд-султана, брата Шейбани-хана
Согласно «Тарих-и-Рашиди» после Керей-хана власть в Казахском ханстве унаследовал его сын Бурундук-хан. В то же время в источниках, описывающих период правления Бурундук-хана, упоминаются также имена нескольких казахских султанов, среди которых наиболее авторитетным был сын Жанибек-хана — Касым-султан, который кочевал в районе озера Балхаш и реки Каратал.

### Приход к власти
Казахские султаны и другие представители знати поддерживали Касима, так как в каждом военном походе ему сопутствовала удача и он захватывал для знати военную добычу, особенно он отличился в сражениях с Мухаммед Шейбани-ханом, который пытался захватить южные районы Дешт-и-Кипчака, поэтому авторитет его так вырос, что, не имея ханского титула, он фактически распространил свою власть на большую часть ханства. 
Согласно Мухаммаду Хайдару, количество подчинённых Касим хана достигало миллиона людей, при этом Бурундук-хан в военной силе уступал Касиму, Касим, командуя казахскими войсками, отличился в сражениях с Мухаммед Шейбани-ханом, который пытался захватить южные районы Дешт-и-Кипчака. Хотя главным ханом продолжался считаться Бурундук, власть Касима была настолько велика, что, как считал Мухаммад Хайдар никто и не думал о Бурундуке.
Известно, что побеждённый Бурундук был изгнан в 1511 году из степи и умер на чужбине в Самарканде. Касим был официально провозглашен верховным ханом.

## Борьба с Шейбани ханом
Основной линией внешней политики Касима была борьба с Шейбанидами за овладение казахскими городами на берегах Сыр-Дарьи.
Хан Мухаммед Шейбани, захвативший власть и утвердившийся в Мавераннахре, стремился не допустить усиления Казахского ханства и с этой целью всячески препятствовал возвышению власти казахских ханов в Присырдарье. Далее он попытался совсем прекратить их торговые отношения с Мавераннахром, издал указ, чтобы население Туркестана не совершало никаких торговых сделок с казахскими купцами. По сообщению Фазлаллаха ибн Рузбихана в «Михман-наме-йи Бухара»:
…был издан указ, чтобы население Туркестана никаких торговых сделок с казахскими купцами не совершало, и чтобы между ними и жителями этих земель не было взаимных посещений и поездок купцов… у его ханского величества возникло намерение не допускать казахов ступить в его владения, где они воочию увидели бы и рассмотрели красу, благоденствие, орудия завоевания мира и преимущества узбеков. Не дай бог, если лицезрение всей этой благодати толкнёт казахов на путь войны и распри.
Объявленная Шейбани-ханом, по существу, экономическая блокада — запрет на торговлю с казахами, а также военные меры, вызывали подобные ответные действия со стороны казахских ханов. Борьба за города Южного Казахстана приняла характер затяжной войны.
В ответ на его продвижение в Туркестан зимой 1510 года Шейбани-хан предпринял наступление на улус Касим хана, находившийся в предгорьях Улытау. Этот поход оказался неудачным и окончился полным его разгромом и явилось причиной последовавшего за этим событием ослабления его власти и гибели под Мервом.
Кровные связи Касим-хана с Шейбанидами дали знать в критический момент для власти суннитов Шейбанидов после поражения от шиита — сефевидского шаха Исмаила. Согласно новым сведениям, сын Касым-хана Абулхаир пришел с войском на помощь Шейбанидам в 1511 году в битве против иранцев. Абулхаир написал письмо сефевидскому шаху: «Да станет известно шаху Исмаилу-бахадур-хану, что прибыл благовоспитанный султан — сын Касим-хана, падишаха Дешта. Вы поступили храбро, выйдя за территорию границ своих владений. Хан послал меня, чтобы схватить вас, но я ценю смелых людей и не хочу, чтобы отец повесил вас вверх ногами. Вы тоже цените [свою] жизнь и [поэтому] освободите [сей] край и передайте его [узбекским ханам], а сами возвращайтесь в Иран, а не то обрушу на ваши головы землю и всю вселенную. Пощади свою молодость и отстранись от бессмысленной жертвы. Это мой совет, а ты [там] как хочешь [так и поступай]». Но сефевиды одержали победу с большими потерями и пришлось отступить в Иран, а Абулхайр был убит.

## Политика расширения
В 1512 году встретился с могульским ханом Султан-Саидом, который склонит Касим-хана к продолжению борьбы против Шейбанидов, однако Султан-Саид при этом не добился положительных результатов. Ряд исследователей считает, что отказ Касим-хана от союза с Султан-Саидом свидетельствовал, что политика казахов в то время была независимой и Касим-хан мог не считаться с формально-зависимым положением относительно Могулистана.
Таким образом, Касим хан окончательно утвердил свое господство над обширными степными районами казахской территории. Границы ханства на юге выходили на побережье Сырдарьи и включали большую часть Туркестана, на юго-востоке они охватывали предгорье и долины значительной части Семиречья, на севере и северо-востоке проходили в районе гор Улутау и Балхаша, доходя до Каркаралинских гор, на северо-западе достигли бассейна реки Жайык. Во время Касима население Казахстана достигло около одного миллиона человек.
Казахское ханство при Касим хане постепенно втягивалось в международные отношения. Одним из первых государств, вступивших в дипломатические связи с Казахским ханством, было Великое княжество Московское в правление Великого князя Василия III (1505—1533). Согласно описи царского архива известно существование связей Касим-хана с московским царем Иваном III, однако их характер неизвестен.
История Казахского ханства периода правления Касим хана примечательна ещё и тем, что именно в те годы казахи как самостоятельная этническая общность стали известны в Западной Европе. О силе и могуществе Касима упоминают и средневековые мусульманские историки (Бинаи[уточнить], Рузбехан, Бабур, Хондамир и др.).
Известен факт, что в 1512 году будущий знаменитый джуйбарский шейх Ислам бежал от Бабура и кызылбашей к Касим-хану и довольно долго пользовался его гостеприимством. Однако после того, как Бабур потерпел поражение, а остатки кызылбашей бежали из Мавераннахра, Ходжа Ислам собрался возвратиться в Бухару. В это время от племянника Мухаммад-Шейбани-хана, победившего Бабура и кызылбашей, к Касим-хану прибыли послы сватать его дочь за своего хана, утвердившегося тогда правителем Бухары. Касим-хан дал своё согласие и отдал отправляемую в Бухару дочь под попечение Ходжи Ислама, который тогда и вернулся на родину.
С 1515 года, Казахи обратили свой взгляд на западные владения Казахского ханства, начав оказывать давление на ногайцев. После того, как Касим заключил мир с Шейбанидами, он начал бороться за восстановление власти над ногайскими улусами. Уже в 1519 году началась борьба Касим хана с ногайским мурзой Шигимом, которая сопровождалась ожесточенными сражениями. В одном из таких сражений погиб младший брат Касима, Жадик-султан. Согласно русским архивным материалам, в 1519—1520 годах казахи под командованием Касим-хана разгромили ногайцев, вытеснив их за правобережную Волгу. 9 июля 1519 г. в Москве была получена грамота от московского посланника в Турцию Б. Голохвастова, находившегося тогда в Азове. В своей грамоте он сообщал: «от Нагай, сказывают, посол приходил от Шигим-мурзы х крымскому Шакурчабаев сын, а приходил сказывают, с тем, что им тесно от Казацкой Орды…». В ноябре того же года была получена еще одна грамота, где, уточняя свои сведения, Б. Голохвастов писал: «Да был, государь, у нас в Кафе Бахтиаров мурзин человек, Отманом зовут, а у него дуван сказывал нам, государь, тот Бахтиаров человек, что нагаем пришла теснота от Казатцкой орды, и полезли были на сю сторону Волги, и царь их азстроканской не пустил, коли хотите полезти на сю сторону Волги, и вы возмите с нами мир, да посла нам крымского дайте». Безвыходность ситуации заставила ногайских мирз принять все предложения правителя Астраханского ханства. Уже в 1519 году казахи одержали решительную победу, захватив Сарайчик. В результате похода, ногайская орда перестала существовать.

## Смерть
Гаффари в «Джахан-ара» сообщает год смерти — 930 год хиджры.
Согласно В. В. Трепавлову, умер и похоронен в 1521 году в Сарайчике — взятой им столице Ногайской Орды.
По словам Кадыр-Али-бека, Касим хан скончался в Сарайчике, на берегу реки Урал. Похоронили его в древнем пантеоне золотоордынских ханов.

## Потомки
Сыновья:
- Мамаш — старший сын. После смерти Касым-хана стал следующим ханом. Погиб в бою в 1522/1523 году.
- Хакназар — сын от жены Касыма Ханык-султан-ханум[21]. Стал ханом после окончания смуты в Казахском ханстве.
- Абулхаир султан — вероятный сын Касым-хана. Погиб в походе против персов[22].

Двух дочерей Касым-хан выдал замуж за будущего бия Ногайской орды Шейх-мамая и будущего бухарского хана Убайдуллу.

## Характеристика
С именем хана Касыма устные предания казахов связывают первые правовые реформы и создание свода законов («Касыма праведный путь»).